# نوپسرها کانورژنس
نوپسرها کانورژنس یک گونه سوسک از خانوادهٔ سوسک‌های شاخک‌دراز است. پروفسور پر اولوف کریستوفر آوریویلیوس در سال ۱۹۱۴ این گونه را توصیف و بررسی کرد. این گونه در کشورهای بوروندی، اوگاندا، کنگو، تانزانیا، رواندا، کامرون و کنیا یافت شده است.

## انواع
- Nupserha convergens var. pseudogracilis Breuning, 1955
- Nupserha convergens var. gezei Villiers, 1941
- Nupserha convergens var. invitticollis Breuning, 1949
- Nupserha convergens var. fuscoapicata Breuning, 1950
- Nupserha convergens var. subapicata Breuning, 1958
- Nupserha convergens var. flavinotum Aurivillius, 1914